# Tennis Channel Open 1995
Il Tennis Channel Open 1995 è stato un torneo di tennis giocato sul cemento.
È stata l'8ª edizione del Tennis Channel Open,che fa parte della categoria World Series nell'ambito dell'ATP Tour 1995.
Si è giocato a Scottsdale in Arizona dal 4 marzo all'11 marzo 1995.

## Campioni

### Singolare
Jim Courier ha battuto in finale  Mark Philippoussis con il punteggio di 7–6(2), 6–4.

### Doppio
Trevor Kronemann /  David Macpherson hanno battuto in finale  Luis Lobo /  Javier Sánchez con il punteggio di 4–6, 6–3, 6–4.